# سافوف (الطويلة)

تعديل مصدري - تعديل

سافوف هي إحدى قرى عزلة بني الذولاني بمديرية الطويلة التابعة لمحافظة المحويت، بلغ تعداد سكانها 552 نسمة حسب تعداد اليمن لعام 2004.